# (4297) Eichhorn
(4297) Eichhorn est un astéroïde de la ceinture principale.

## Description
(4297) Eichhorn est un astéroïde de la ceinture principale. Il fut découvert le 19 avril 1938 à Bergedorf par Wilhelm Dieckvoß. Il présente une orbite caractérisée par un demi-grand axe de 2,33 UA, une excentricité de 0,19 et une inclinaison de 5,9° par rapport à l'écliptique.

## Compléments